# Huân chương Bát Nhất
Huân chương Bát Nhất hoặc Bát Nhất Huân chương (tiếng Trung: 八一勋章; bính âm: Bā Yī Xūn Zhāng) là một phần thưởng quân sự Trung Quốc được trao cho các anh hùng Giải phóng Trung Quốc trong Nội chiến Trung Quốc lần thứ nhất. Nó được chia làm ba hạng: Huy chương hạng Nhất, Huy chương hạng Nhì và Huy chương hạng Ba.

## Kiểu mẫu

### Ruy-băng

Hạng Nhất
Hạng Nhì
Hạng Ba

## Người nhận đáng chú ý
- 10 Nguyên soái: Chu Đức, Bành Đức Hoài, Lâm Bưu, Lưu Bá Thừa, Hạ Long, Trần Nghị, La Vinh Hoàn, Từ Hướng Tiền, Nhiếp Vinh Trăn và Diệp Kiếm Anh.
- 10 Đại tướng: Túc Dụ, Từ Hải Đông, Hoàng Khắc Thành, Trần Canh, Đàm Chính, Tiêu Kính Quang, Trương Vân Dật, La Thụy Khanh, Vương Thụ Thanh, Hứa Quang Đạt.
- Thượng tướng: Tống Nhiệm Cùng, Vương Chấn, Hứa Thế Hữu...
- Trung tướng: Khổng Khánh Đức,Vương Cận Sơn, Vương Thượng Vinh...
- Thiếu tướng: Hàn Đông Sơn, Kim Như Bá, Tôn Siêu Quần...
- Đại tá: Chu Thời Nguyên, La Hậu Phúc, Hạnh Thế Tu.
- Chiến sĩ: Phùng Bạch Câu, Phùng Trọng Vân, Lý Diên Lộc, Chu Bảo Trung.